# فضاهای اوریسون و کاملاً هاسدورف
در توپولوژی، فضای اوریسون (به انگلیسی: Urysohn Space) یا فضای {\displaystyle T_{2{\frac {1}{2}}}}، فضای توپولوژیکی است که در آن هر دو نقطه را می توان توسط همسایگی های بسته از هم جدا کرد. فضای کاملاً هاسدورف یا فضای هاسدورف تابعی، فضایی توپولوژیکی است که در آن هر دو نقطه مجزا را بتوان توسط یک تابع پیوسته ای از هم جدا کرد. این شرط، از اصول موضوعه معروف تر هاسدورف {\displaystyle T_{2}} قوی تر است.

## تعاریف
فرض کنید {\displaystyle X} یک فضای توپولوژی باشد و {\displaystyle x,y} نقاطی از {\displaystyle X}.
- می گوییم {\displaystyle x} و {\displaystyle y} را می توان توسط همسایگی های بسته جداسازی کرد اگر همسایگی بسته {\displaystyle U} از {\displaystyle x} و همسایگی بسته {\displaystyle V} از {\displaystyle Y} چنان موجود باشند که {\displaystyle U} و {\displaystyle V} مجزا باشند (یعنی {\displaystyle U\cap V=\emptyset }). (منظور از "همسایگی بسته از {\displaystyle x}" در اینجا، مجموعه ای بسته شامل مجموعه ای باز است که آن مجموعه باز شامل {\displaystyle x} است)
- می گوییم {\displaystyle x} و {\displaystyle y} را می توان توسط یک تابع جداسازی شده اند اگر تابع پیوسته {\displaystyle f\colon X\rightarrow \left[0,1\right]} وجود داشته باشد چنان که {\displaystyle f(x)=0} و {\displaystyle f(y)=1}.

فضای اوریسون که به آن فضای {\displaystyle T_{2{\frac {1}{2}}}} یا فضای {\displaystyle T_{e}} نیز گفته می شود، فضایی است که در آن هر دو نقطه متمایز را بتوان به کمک همسایگی های بسته از هم جداسازی کرد.
فضای کاملاً هاسدورف یا فضای هاسدورف تابعی، تابعی است که در آن هر دو نقطه متمایز را بتوان توسط تابع پیوسته ای از هم جداسازی کرد.